# テレサ アンナ ヘレナ 3つごのだいぼうけん
『テレサアンナヘレナ　3つごのだいぼうけん』（原題：Las Tres Mellizas（スペイン語）、The Triplets（英語）、Les Tres Bessones（カタルーニャ語））は、スペインの絵本作家ロゼール・カプデビラ作の絵本及びそれを元にしたTVアニメ。

## 概要
カタルーニャ・テレビとCromosomaが20話のアニメシリーズを制作し、30以上の国と地域で放送された。
主人公である3つ子姉妹は、カプデビラ自身の3人の娘をモデルとしている。
サブタイトルは全て世界各地の民話・伝説や童話、文学作品などのタイトルで、物語の随所に登場する人物とともに奇想天外な冒険劇が展開される。
日本ではBS朝日やカートゥーン ネットワークで放送され、BS12トゥエルビのJELLY JAMM ジェリージャム内では『トリプレッツ 3つごのだいぼうけん』というタイトルで放送された。劇場作品もあり、こちらはジェリージャム公式アプリで配信されている。

## ストーリー
仲良しの3つ子姉妹のテレサ、アンナ、ヘレナは、毎回これといった理由もないのに、魔女のヒマージョに異世界へと召喚される。
しかもその「異世界」とは実在の童話や児童文学などの中の世界、あるいは歴史上の人物が存命していた時代の世界である。
こうして、3つ子たちは魔女によって強制的に侵入させられた童話のあらすじや歴史的事実が歪曲されそうになるギリギリまで、毎回それらの世界で冒険することになる。

## キャラクター
3つ子たち
3人が一緒にいるときは、立ち位置は通常は向かって左からヘレナ・テレサ・アンナの順。
彼女たちの容姿はほぼ同じなので、区別する方法は衣服の色かエピソード中の会話ぐらいしかない。また3姉妹内での年齢順は不明。
テレサ（西：Teresa、カ：Teresa）
声 - 本間ゆかり
3つ子の1人。リボンとシャツの色は赤。甘いものが好き。
アンナ（西：Ana、カ：Anna）
声 - 河原木志穂
3つ子の1人。リボンとシャツの色は青。おとなしいが、好奇心に満ちた性格。
ヘレナ（西：Elena、カ：Helena）
声 - 進藤こころ
3つ子の1人。リボンとシャツの色は緑。
ヒマージョ（西：La Bruja Aburrida、カ：La Bruixa Avorrida）
声 - 後藤真寿美
小太りの魔女。自分の気に入らないことがあった時や3つ子に茶化されたときに、決まって彼女たちを異世界に送り込む困った人。
オーリー
声 - 鈴村健一
ヒマージョのペットのフクロウ。
言葉が話せるが、ヒマージョとの会話は大部分が彼女が調子に乗りすぎないようにという警告のようなものである。
ネズミたち
毎回のエピソードで時々登場する3匹のネズミ。3匹とも名前はない。テレサたち3姉妹がある行動をした直後に、必ずその真似をしようとする。

## サブタイトル一覧
※BS朝日についてはみんなゲンキ!?のコーナー内で放送
| 話数 (BS朝日) | 話数 (CN) | サブタイトル               | 日本放送日 (BS朝日) |
| ------------- | --------- | -------------------------- | ------------------- |
| 1             | 1         | ロミオとジュリエット       | 2001年 1月26日      |
| 2             | 2         | キング コング              | 1月29日             |
| 3             | 3         | ターザン                   | 1月30日             |
| 4             | 4         | レオナルド・ダ・ビンチ     | 1月31日             |
| 5             | 5         | 三銃士                     | 2月1日              |
| 6             | 6         | クレオパトラ               | 2月2日              |
| 7             | 7         | クリストファー・コロンブス | 2月5日              |
| 8             | 8         | クロマニヨン人             | 2月6日              |
| 9             | 9         | オオカミと7匹の子ヤギ      | 2月7日              |
| 10            | 10        | ソロモン王の秘宝           | 2月8日              |
| 11            | 11        | マヤパン・マン             | 2月9日              |
| 12            | 13        | マルコ・ポーロ             | 2月12日             |
| 13            | 14        | フランケンシュタイン       | 2月13日             |
| 14            | 12        | 海底二万里                 | 2月14日             |
| 15            | 15        | サンタクロース             | 2月15日             |
| 16            | 16        | ホワイトファング           | 2月16日             |
| 17            | 17        | インドのキム               | 2月19日             |
| 18            | -         | モーツァルト               | 2月20日             |
| 19            | 18        | トム・ソーヤ               | 2月21日             |
| 20            | 19        | クリスタル・バラライカ     | 2月22日             |
| 21            | -         | 宇宙旅行                   | 2月23日             |
| 22            | -         | モビー・ディック           | 2月26日             |
| 23            | -         | サーカス                   | 2月27日             |
| 24            | -         | アフリカ                   | 2月28日             |
| 25            | -         | オペラ座の怪人             | 3月1日              |
| 26            | 20        | 80日間世界一周             | 3月2日              |